# Beleg van Dordrecht (1418)
Het Beleg van Dordrecht vond plaats tussen 26 juni en 10 augustus 1418 (Laurentiusdag) en duurde ongeveer zes weken. Het beleg kwam zoals zoveel tijdens de Twisten voort uit de strijd om de opvolging van de graaf van Beieren-Holland. In deze partijtwisten stond de dochter van Willem VI, Jacoba van Beieren aan de Hoekse kant en haar oom Jan VI van Beieren, de broer van haar vader, aan de Kabeljauwse.

## Achtergrond
Na de dood in 1417 van graaf Willem VI van Holland, kreeg Jacoba van Beieren hulp en steun van de Hoekse edelen. Zij verloofde zich met de jonge hertog Jan IV van Brabant, maar ze had voor dit huwelijk wel dispensatie nodig want hij was haar volle neef. De nieuwe paus Martinus V gaf die, maar het ging bij hem niet van harte.
Haar oom Jan VI van Beieren, elect van Luik, had intussen met Kabeljauwse steun Dordrecht, Brielle en andere steden achter zich. Hij trof bij zijn claim om in plaats van zijn nicht de graafschappen Holland, Zeeland en Henegouwen te leiden een sterke bondgenoot in keizer Sigismund van het Heilige Roomse Rijk, die hem steunde in zijn vermeende erfrecht. De keizer maakte Jan tot landvoogd over de graafschappen voor zijn nicht. 
In april 1418 huwde Jacoba met Jan IV van Brabant, maar zonder toestemming van de paus. Die had namelijk de dispensatie voor het huwelijk in januari ingetrokken omdat het, volgens zijn adviseurs, alleen maar oorlog op zou leveren. De nog jonge Jan van Brabant (hij was 15) zou haar nu fysiek steunen tegen Jan van Beieren, maar die had nu ook de steun van de kerk en stond sterk. Jacoba wist intussen met haar nieuwe echtgenoot nog meer vertrouwelingen achter zich te krijgen. Zij, maar vooral haar edelen, gingen het conflict met haar oom Jan nu echt aan om de graafschappen in volle eigendom terug te veroveren.
Vanuit Den Briel werden inmiddels door Kabeljauwse bannelingen rooftochten gehouden en werd onder andere 's-Gravenzande platgebrand. De Kabeljauwse aanhangers in Dordrecht roofden in de Grote Waard en zelfs tot in Zeeland en brachten hun buit terug binnen Dordrecht.

## Beleg
Op 19 juni 1418 vaardigden de Hoekse edelen in Jacoba's naam oproepen uit aan de steden Gouda, Oudewater, Medemblik, Zevenbergen, Delft, Schiedam, Rotterdam, Amsterdam, Monnikendam en Edam om krijgsvolk te sturen. Hun krijgslui moesten zich voor 26 juni melden en zich inschepen in Rotterdam. Zo trok een Hollands leger van ongeveer 8000 man naar de Papendrechtse dijk aan de rivier de Merwede. . Daar werd ook een blokhuis of eenvoudig houten fort gebouwd. Deze krijgseenheden in Papendrecht werden geleid door haar hoofdlieden Willem Eggert, Barthout van Assendelft, de heer van Cranenborg, Hendrik van Wassenaar en Willem van Brederode. Jacoba was niet zelf bij het belegd aanwezig; zij vermaakte zich met jagen in de omgeving van Den Haag. 
Haar prille echtgenoot Jan IV van Brabant en zijn ongeveer even grote leger onder de tresorier-generaal van Brabant Willem van den Berghe, sloeg zijn tentenkamp op aan de zuidkant van de stad. Dat was bij het dorp De Mijl op een paar kilometer van de stad in de Grote Waard aan wat nu de Oude Maas is. Hij liet daar eveneens een blokhuis bouwen. In de rivier de Merwede, die langs Dordrecht stroomde, werden palen geslagen om de bevoorrading van de de stad te voorkomen. Bij diverse schermutselingen werden die al uit de grond getrokken. Dordrecht was goed verdedigbaar en had ruime voorraden, dus de belegering schoot niet echt op. Er gebeurde die maand juli zo goed als niets.

### De Mijl
Na een uitval op 30 juli waarbij de Brabanders in een hinderlaag liepen, vluchtten die alle kanten op. Schepen met voorraden en wapens vielen in handen van de Dordtenaren die ze binnen de wallen sleepten. De eenheid bij De Mijl was eveneens gevlucht. De bezetters werden even daarvoor al enkele dagen geplaagd door kleine stadsuitvallen en waren bang geworden dat een naburige dijk zou worden lekgestoken. Het was een reden voor Jan van Brabant (maar eigenlijk zijn hoofdmannen) om het beleg op te breken. Toen ze zelfs geen honderd krijgslieden bij elkaar konden krijgen om het fortje te bewaken, maar slechts dertig, besloten de veldheren het in brand te steken. Vanuit de stad zagen ze dit als teken dat de Brabanders gingen vertrekken en besloten tot een massale uitbraak. De Brabanders werden van zowel van achteren als in de zij aangevallen. Ze maakten dat ze wegkwamen. Hertog Jan IV kon ontkomen en voegde zich bij de troepen in Papendrecht, maar het leger als geheel leed grote verliezen.

### Verder verloop
23 juli zou een onderhandelingsdag zijn geweest, Hertog Jan van Brabant zond Hubert van Culemborg, Jan van Gaasbeek en Jan van der Vliet via Papendracht per boot naar Dordrecht, om met functionarissen van Jan van Beieren te onderhandelen over schadeloosstellingen aan de gevechten op de beide blokhuizen (Papendrecht en de Mijl) en de eventuele overgave van de stad Dordrecht. De gezanten bereikten geen enkel  resultaat en gingen onverrichter zake weg. 
Op 7 augustus brak ook het leger in Papendrecht op. Er bleef in het blokhuis wel een garnizoen achter, maar dat duurde niet lang. De Dordtenaren vielen het aan, verjaagden de bezetting en het fortje werd tot de grond toe afgebroken. Er vielen veel doden onder de Hollanders, onder andere de hoofdman Adriaan van Holland, een bastaard van hertog Albrecht van Beieren en Hoeks schout van Dordrecht. Op Laurentiusdag 's avonds (10 augustus) kwam Jan IV van Brabant na zijn nederlaag aan bij Jacoba in Den Haag. Hoe het met de resten van het Brabantse leger afliep is niet bekend.

## Galerij

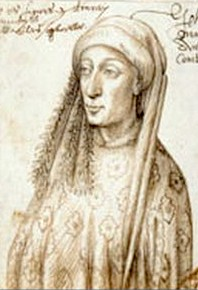
Jan IV van Brabant
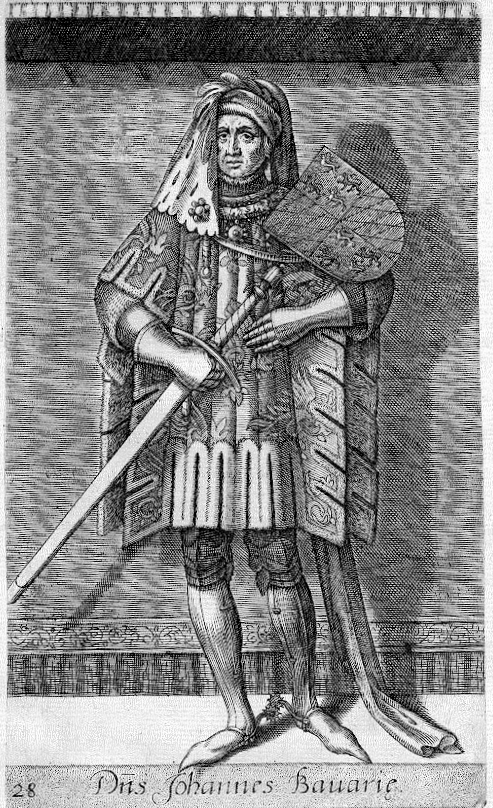
Jan van Beieren
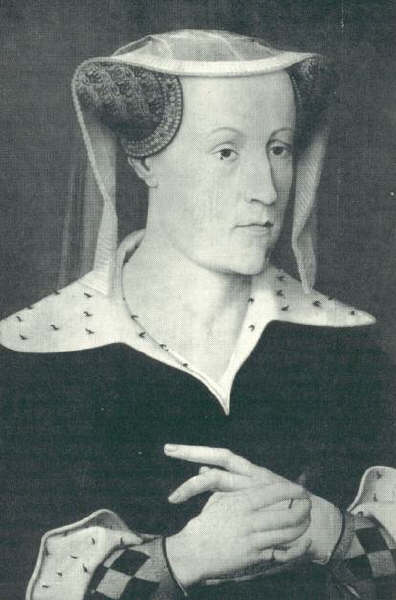
Jacoba van Beieren
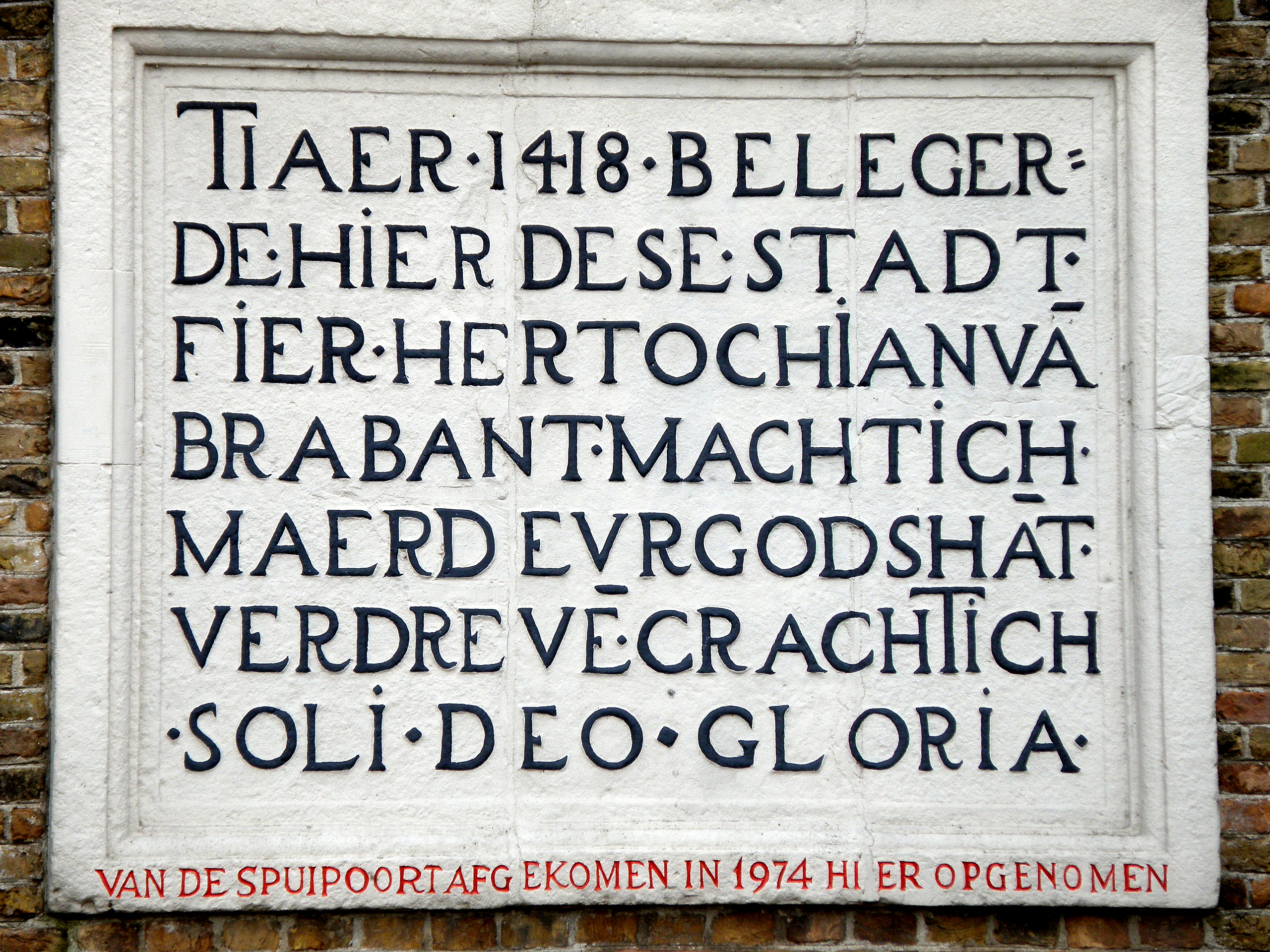
Herdenkingsplaat van het Beleg van 1418

## Nasleep
Op 10 oktober 1418 werd ook Rotterdam ingenomen door de Kabeljauwen onder Jan van Beieren. Dit ging gepaard met een volksopstand binnen de stad, waarna twee dagen een leger van Jan buiten de stad wachtte om binnen te mogen komen.
In 1419 werd in Woudrichem een verzoening gehouden tussen Jacoba van Beieren en haar oom Jan VI van Beieren. Jan zou de erfleen over de steden Dordrecht, Gorinchem en Leerdam, met de daarbij gelegen landerijen verkrijgen, en na de dood van Jacoba, haar opvolger worden als graaf van Holland, Zeeland en Henegouwen. Dit besluit werd vooral genomen tussen Jan van Beieren en Jan IV van Brabant, waarbij ze de inkomsten van de graafschappen zouden verdelen onder elkaar. Jacoba zelf werd hier erg in benadeeld en het huwelijk tussen haar en Jan van Brabant zou niet lang meer duren.
In 1421 en 1424 overstroomde tijdens de Sint-Elisabethsvloeden het achterland van Dordrecht. Achteraf bleek dat tijdens de Hoekse en Kabeljauwse twisten de dijken in de omgeving erg verwaarloosd en verzwakt waren door het 'moeren' oftewel zout uit veen winnen, en dat de overstromingen voorkomen had kunnen worden als de dijken beter onderhouden waren geweest.